# 徐維楫
徐維楫（1529年—？），字汝進，號嗣斋，錦衣衛旗籍山東濟南府武定州人，明朝政治人物。

## 生平
嘉靖四十年（1561年）辛酉科順天府鄉試第六十七名舉人。嘉靖四十四年（1565年）中式乙丑科會試第七十六名，三甲第六十名進士。刑部观政，本年六月授山西临汾知县，隆慶二年六月升刑部主事，四年十二月升员外，六年（1572年）十一月升郎中，十二月出爲山西太原府知府。萬曆三年（1575年）二月以考察不及去职。九年四月降任广平府通判，致仕。

## 家族
曾祖徐廣；祖父徐政，贈工部郎中；父徐淮，戶部郎中。前母谷氏，贈宜人；母范氏，封宜人。兄良栋（锦衣卫總旗）、维幹（举人）、维梅（庠生）、维霖。